# Lecionário 22
O Lecionário 22 (designado pela sigla ℓ 22 na classificação de Gregory-Aland) é um antigo manuscrito do Novo Testamento, paleograficamente datado do Século XIV d.C.[a]
Este codex contém ições do Evangelho segundo João(conhecido como Evangelistarium), mas com numerosas lacunas. O manuscrito também apresenta menológios[a]. Foi escrito em grego, e actualmente se encontra na Biblioteca Bodleiana.